# FC Platinum
Football Club Platinum w skrócie FC Platinum – zimbabwejski klub piłkarski grający w zimbabwejskiej pierwszej lidze, mający siedzibę w mieście Zvishavane. Do 2011 roku nosił nazwę Mimosa FC.

## Sukcesy
- I liga[1]:
  - zwycięstwo (4): 2017, 2018, 2019, 2022.

- Puchar Zimbabwe[2]:
  - zwycięstwo (2): 2014, 2020.

- Zimbabwean Independence Trophy[2]:
  - zwycięstwo (2): 2014, 2015.

## Występy w afrykańskich pucharach
| Sezon     | Rozgrywki           | Runda              | Kraj              | Klub                     | Dom | Wyjazd | Dwumecz      |
| --------- | ------------------- | ------------------ | ----------------- | ------------------------ | --- | ------ | ------------ |
| 2012      | Liga Mistrzów       | 1                  | Sudan             | Al-Merreikh Omdurman     | 2–2 | 0–3    | 2–5          |
| 2015      | Puchar Konfederacji | wstępna            | Kenia             | Sofapaka FC              | 2–1 | 2–1    | 4–2          |
| 2015      | Puchar Konfederacji | 1                  | Tanzania          | Young Africans SC        | 1–0 | 1–5    | 2–5          |
| 2018      | Liga Mistrzów       | 1                  | Angola            | CD Primeiro de Agosto    | 1–2 | 0–3    | 1–5          |
| 2018/2019 | Liga Mistrzów       | wstępna            | Madagaskar        | CNaPS Sport              | 1–0 | 1–1    | 2–1          |
| 2018/2019 | Liga Mistrzów       | 1                  | Kongo             | AS Otohô                 | 0–0 | 1–1    | 1–1          |
| 2018/2019 | Liga Mistrzów       | gr. B (4. miejsce) | Tunezja           | Espérance Tunis          | 1–2 | 0–2    | 1–4          |
| 2018/2019 | Liga Mistrzów       | gr. B (4. miejsce) | Gwinea            | Horoya AC                | 0–1 | 0–2    | 0–3          |
| 2018/2019 | Liga Mistrzów       | gr. B (4. miejsce) | Południowa Afryka | Orlando Pirates          | 0–0 | 2–2    | 2–2          |
| 2019/2020 | Liga Mistrzów       | wstępna            | Malawi            | Nyasa Big Bullets FC     | 3–2 | 0–0    | 3–2          |
| 2019/2020 | Liga Mistrzów       | 1                  | Mozambik          | UD Songo                 | 4–2 | 1–0    | 5–2          |
| 2019/2020 | Liga Mistrzów       | gr. B (4. miejsce) | Tunezja           | Étoile Sportive du Sahel | 0–3 | 0–2    | 0–5          |
| 2019/2020 | Liga Mistrzów       | gr. B (4. miejsce) | Egipt             | Al-Ahly Kair             | 1–1 | 0–2    | 1–3          |
| 2019/2020 | Liga Mistrzów       | gr. B (4. miejsce) | Sudan             | Al-Hilal Omdurman        | 0–1 | 1–2    | 1–3          |
| 2020/2021 | Liga Mistrzów       | wstępna            | Mozambik          | CD Costa do Sol          | 2–0 | 2–1    | 4–1          |
| 2020/2021 | Liga Mistrzów       | 1                  | Tanzania          | Simba SC                 | 1–0 | 0–4    | 1–4          |
| 2020/2021 | Puchar Konfederacji | play-off           | Senegal           | ASC Diaraf               | 0–1 | 0–1    | 0–2          |
| 2021/2022 | Liga Mistrzów       | 1                  | Angola            | Sagrada Esperança        | 0–0 | 0–0    | 0–0 (k. 4–5) |

## Stadion
Domowe mecze klub rozgrywa na stadionie o nazwie Mandava Stadium w Zvishavane. Stadion może pomieścić 3000 widzów.

## Reprezentanci kraju grający w klubie od 2000 roku
Stan na styczeń 2023.
| - Qadr Amini - Brian Banda - Gilbert Banda - Khumbulani Banda - Gift Bello - Devon Chafa - Liberty Chakoroma - Thomas Chideu - Perfect Chikwende - Takesure Chinyama - Rodwell Chinyengetere - Tafadzwa Dube - Livingstone Genti - Last Jesi - Thabani Kamusoko - Mitchell Katsvairo - Ralph Kawondera - Rahman Kutsanzira - Farai Madhanaga - Kelvin Madzongwe - Emmanuel Mandiranga - William Manondo - Mthulisi Maphosa - Benjamin Marere - Norman Maroto - Nqobizitha Masuku - Nelson Maziwisa - Gift Mbweti - Winston Mhango - Petros Mhari | - Lawrence Mhlanga - Kelvin Moyo - Innocent Mucheneka - Marshal Mudehwe - Jameson Mukombwe - Menard Mupera - Godknows Murwira - Walter Musona - Wisdom Mutasa - Brian Muzondiwa - Bhekimpilo Ncube - Njabulo Ncube - Ian Nekati - Rowan Nenzou - Joel Ngodzo - Zephaniah Ngodzo - Donald Ngoma - Ali Sadiki - Talbert Shumba - Charles Sibanda - Silas Songani - Gerald Takwara - Never Tigere - Nthokozo Tshuma - Daniel Vheremu - Ishmael Wadi - Lincolin Zvasiya - Elias Maguri - Aaron Katebe |